# Cartelègue
Cartelègue és un municipi francès, situat al departament de la Gironda i a la regió de la Nova Aquitània. És un dels municipis situats al País Gavai o Gavacheria, que tot i trobar-se geogràficament a Occitània és de parla oïl (saintongesa)

## Demografia
| 1962                                       | 1968 | 1975 | 1982  | 1990 | 1999 | 2007  |
| ------------------------------------------ | ---- | ---- | ----- | ---- | ---- | ----- |
| 668                                        | 747  | 678  | 1.064 | 829  | 874  | 1.019 |
| Des de 1962: població sense dobles comptes |      |      |       |      |      |       |

## Administració
| Període | Identitat          | Partit |
| ------- | ------------------ | ------ |
| 1977-   | Jean-Marie Le Goff |        |